# Йон Ритмайстер
Йон Карл Фридрих Ритмайстер (на немски: John Rittmeister) е германски лекар и психоаналитик.

## Биография
Роден е на 21 август 1898 година в Хамбург, Германия. Учи в Хамбург, Кил и Мюнхен и получава докторат през 1925 г. в Хамбург. След това специализира психиатрия в Цюрих с Карл Густав Юнг. Установява се в Цюрих през 1929 година. Там остава до 1931, когато се премества като лекар-доброволец в Бургхьолцли. В периода 1935 – 1937 работи като асистент-психиатър в болницата на кантона Мюнсинген под ръководството на Макс Мюлер. Там става близък до старшия лектор Алфред Сторш. По това време се присъединява към социалистически студентски и работнически групи. С тях заминава на учение в Съветския съюз и става марксист. През 1935 година преминава анализа при Густав Бали в Цюрих, а преди това през 1922 търси психологическа подкрепа при Ханс фон Хатингберг. Ритмайстер се дистанцира от юнгианската психология поради „задушаващата, мистична и неясна атмосфера“. Обучава се на психоанализа в група А на Института Гьоринг, преминавайки обучителна анализа при Вернер Кемпер.
През 1942 е лишен от свобода като опозиция на нацистите и присъдата е изпълнена 13 май 1943 година в затвор в Берлин.